# Radio Samobor
Radio Samobor bila je samoborska radiopostaja koja je djelovala u periodu od 1970. do 2003. Od 1970. do 1985. je djelovala u okviru Narodnog sveučilišta “Janko Mišić”, a tada je odvojena i sa Samoborskim novinama prelazi se novu organizaciju – Informativni centar pod kojim djeluje do 2003. godine. Tada prestaje postojati stari Radio Samobor u izvornom obliku i počinje novi Radio Samobor pod koncesijom tvrtke Matis doo.

## Povijest
Radio Samobor počeo je emitirati 3. srpnja 1970. na srednjem valu od 287 m dva puta tjedno i to četvrtkom od 14.30 do 17.30 i nedjeljom od 10 do 13.30, a kasnije i na 93,0 MHz. Nalazio se u Starogradskoj 12 (Vila Allnoch) na drugom katu. Tehnološkim napretkom ukida se emitiranje na srednjevalnom području te nastavlja emitiranje samo na 93,0 MHz. Prvobitna snaga odašiljača bila je 50 wata koji su pokrivali područje od 50-ak kilometara. 
Pokrivenost je bila područje Žumberka, zapadnog dijela Zagreba, Zaprešića, Velike Gorice te okolnih mjesta ovisno o geo lokaciji i mogućnosti prijema. Prvi govornik u eteru bio je predsjednik tadašnje Skupštine općine Petar Keserić. U prvim godinama rada osim vlastitog programa emitirali su se program i vijesti Radio Zagreba. Prvi spikeri bili su Višnja Šoštarić i Velimir Stepinac iz Samobora, urednik Damir Kereškenji iz Zagreba te tehničar Berislav Horvat iz Samobora.

## Medijsko djelovanje
Radio Samobor bio je od samog svog početka poznat po emitiranju emisija i sadržaja s lokalnim temama te praćenju političkih i kulturnih manifestacija na području grada Samobora. Godine 1985., kada se odvojio od Narodnog sveučilišta “Janko Mišić” i kad je osnovan Informativni centar u sklopu kojeg su bile i Samoborske novine, ukazala se prilika za primanje novih suradnika. Pristigli suradnici su promijenili strukturu glazbenog programa uz pregršt novih autorskih emisija što je diglo kvalitetu na jedan novi nivo koji je radiju donio veću slušanost i postavio ga kao najpopularniju radio stanicu u krugu emitiranja.

## Medijski napredak
Radio Samobor je u zlatnom periodu krajem 1980-ih bio pionir u raznim radio-komunikacijskim izazovima. Neke nove i revolucionarne inovacije koje su ostale zabilježene u povijesti radio emitiranja u to doba su bile:
- prvi noćni program na teritoriju bivše Jugoslavije.
- nagradne igre i telefonski kontakt sa slušateljima.
- upotreba CB radio stanica (tzv. građanski val) za javljanje u program i nagradne igre pošto su telefoni u kućanstvima bili rijetki.
- prvi doček Nove Godine na radio valovima lokalne stanice.[2] Na fotografiji s lijeva na desno:    Tomo Zdravković, ??, Tamara Majevskij,  Miroslav Vajdić, Mislav Maroević, Miljenko Novosel
- šale i izmišljene neobičnosti u noćnom programu – najpoznatija – UFO iznad Samobora – u programu je rečeno da se vide čudna svjetla iznad Samobora i odjednom se počela javljati masa slušatelja koji vide šaljivo izmišljeni objekt.
- redoviti kontakt i razgovor putem radio stanice s poznatim jedriličarem Mladenom Šutejem koji se sam se otisnuo 1982. na opasan put preko Atlantika do Karipskih otoka i Floride. Ukupno je na putu do Amerike i natrag proveo godinu dana, a tijekom te godine pratio ga je Radio Samobor svakog petka u noćnom programu.
- Radio Samobor je i prva radio stanica u bivšoj državi koja je uvela CD-ove u redovan program.
- Godine 2007 prilikom prvomajskih praznika Radio Samobor se fizički preselio na planinarski dom na Japetiću te 5 dana emitirao program koji je pokrivao velik dio bivše države.
- suradnja s Radio France Internationale 1993
- javljanja uživo s raznih koncerata u Samoboru te emitiranje programa iz popularnog kafića "Grič"

## Zapažene emisije
- Samoborska kronika
- Rock antologija
- Noćni program
- Radio aukcija

## Novinari, urednici i suradnici kroz povijest Radio Samobora
Prvi urednik Radio Samobora bio je Damir Kereškenji.
Spikeri
- Višnja Šoštarić
- Velimir Stepinac
- Drago Celizić
- Sina Glušćić
- Davor Škiljan
- Tomislav Šikić
- Andreja Pruša
- Branko Kompresak
- Darko Kožina

Glazbeni urednici i suradnici
- Milivoj Badovinac
- Miroslav Vajdić

Tehnika
- Berislav Horvat
- Alojz Terihaj – Tera
- Krešo Bišćan
- Miljenko Novosel
- Tomo Zdravković

Djelatnici Informativnog centra Samobor
- Diana Kollesar
- Zlata Andri
- Boris Lacković
- Snježana Đorđević
- Mislav Maroević
- Eduard Kirsenhuter – Edi
- Jozo Kapović
- Kristina Leš
- Velimir Bašić
- Franjo Brunović
- Dubravko Budi
- Zdravko Golić
- Alojz Gros
- Dragutin Žunac
- Jozo Krmić
- Željko Žarko
- Mario Pehar
- Branko Radošević
- Josip Šoić

## Radio Samobor danas
Radio Samobor pod tvrtkom Matis d.o.o. djeluje i danas na istoj frekvenciji od 93,0 Mhz. Od izvorne ekipe i dalje rade Mislav Maroević (glavni urednik i voditelj) te Eduard Kirsenheuter (novinar i urednik).

## Vanjske poveznice
- Radio Samobor (Matis d.o.o.)
- Povijest Radio Samobora
- Današnja ekipa Radio Samobora